# ثينكس
ثينكس هي شركة مقرها نيويورك تصنع منتجات النظافة الشخصية النسائية.
| الصناعة           | منتجات نظافة شخصية نسائية                                                                               |
| التأسيس           | 2014 والفكرة 2011                                                                                       |
| المؤسسين          | انتونيا دنبر وميكي اجراوال ورادها اجراوال                                                               |
| المقر الرئيسي     | مدينة نيويورك الولايات المتحدة الأمريكية                                                                |
| مؤسسون آخرون      | ماريا مولاند سيلبي (مدير تنفيذي) شاما اماليان (مدير عمليات)                                             |
| المنتجات          | ملابس الحيض الداخلية، ملابس سلس البول الداخلية، سدادات قطنية عضوية وسدادات قطنية قابلة لإعادة الاستخدام |
| العلامات التجارية | ثينكس وسبيكس                                                                                            |

ثينكس: عبارة عن ملابس داخلية يمكن ارتداؤها أثناء الحيض كبديل أو ملحق لمنتجات النظافة النسائية التقليدية وسبيكس هي الملابس الداخلية التي يمكن ارتداؤها لسلس البول الخفيف والمتوسط.
الملابس الداخلية تأتي في مجموعة من الأنماط من السراويل القصيرة إلى السراويل الجلدية، وتشمل اثنين من التقنيات الحاصلة على براءة اختراع. أحدهما هو امتصاص كميات مختلفة من الدم، والآخر يمتص كميات مختلفة من البول.
إن الملابس الداخلية مقاومة للميكروبات وامتصاص الرطوبة والتسريب.في يونيو 2019 أصدرت ثينكس إصدار جديد وهو ثينكس اير، وهو نسخة سريعة الجفاف من الملابس الداخلية. في عام 2018 أصدرت ثينكس خطًا جديدًا يسمى (بي تي دبليو إن)وهو يوفر عروضًا للملابس الداخلية للمراهقات.سمت مجلة تايمثينكس (ثينكس لمنتجات الحيض)  كأحد أفضل الاختراعات السريعة.وقد اختارت شركة فاست كومباني هذه الشركة كواحدة من أفضل الاختراعات في عام 2015. وقد سميت ثينكس واحدة من أكثر الشركات ابتكارًا في عام 2017 

## التسويق
لقد اكتسبت ثينكس سمعة لإعلاناتها المثيرة للجدل. في أكتوبر 2015 رفضت وسائل الإعلام الخارجية إعلانات ثينكس الخاصة بمترو الأنفاق بسبب استخدام الإعلانات لكلمة «فترة الحيض» وشملت وسائل عرض موحية للطعام.
بعد احتجاج وسائل الإعلام الاجتماعية تم السماح بعرض الإعلانات في النهاية.في عام 2016 حظيت الشركة بالاهتمام لظهور نماذج من الرجال في إعلاناتها عن الملابس الداخلية.في نوفمبر عام 2016 أطلقت ثينكس إعلانًا يشير إلى شريط دونالد ترامب لوصله لهوليود. حظر مترو سان فرانسيسكو الإعلانات بسبب استخدام كلمة مهبل المرأة. في نوفمبر 2017 قاموا بإنشاء شاحنة متلازمة ما قبل الحيض.